# روبنز ليتل
روبنز ليتل (بالإنجليزية: Robbins Little)‏ هو أمين مكتبة ومحامي أمريكي، ولد في 15 فبراير 1832 في نيويورك في الولايات المتحدة، وتوفي في 13 أبريل 1912.